# Lý Thái Hải
 Lý Thái Hải (sinh năm 1960) là một chính khách Việt Nam. Ông nguyên là Phó Bí thư Tỉnh ủy, Chủ tịch Ủy ban nhân dân tỉnh Bắc Kạn khóa IX, nhiệm kỳ 2016–2021.

## Lý lịch và học vấn
Lý Thái Hải sinh ngày 30 tháng 9 năm 1960, quê quán xã Vĩnh Quang, thành phố Cao Bằng, tỉnh Cao Bằng;
Ngày kết nạp vào Đảng Cộng sản Việt Nam: 30/8/1994
Trình độ học vấn 10/10;
Trình độ chuyên môn: Kỹ sư giao thông.
Trình độ lý luận chính trị: Cử nhân

## Sự nghiệp
Lý Thái Hải từng đảm nhiệm chức vụ Chủ tịch Ủy ban nhân dân huyện Chợ Mới Giám đốc Sở Kế hoạch và đầu tư, Ủy viên Ban Thường vụ Tỉnh ủy, Phó Chủ tịch Ủy ban nhân dân tỉnh Bắc Kạn.
Ngày 24/6/2011, Hội đồng nhân dân tỉnh Bắc Kạn đã bầu Lý Thái Hải, Uỷ viên Ban Thường vụ Tỉnh ủy, Giám đốc Sở Kế hoạch và Đầu tư làm Phó Chủ tịch Uỷ ban nhân dân tỉnh Bắc Kạn, nhiệm kỳ 2011 - 2016.
Ngày 24/4/2014, ông Lý Thái Hải đã được bầu là Phó Bí thư Tỉnh ủy Bắc Kạn, nhiệm kỳ 2010 - 2015.
Ngày 25/4/2014, tại cuộc họp chuyên đề tháng 4/2014, Hội đồng nhân dân tỉnh Bắc Kạn đã tiến hành bầu Chủ tịch Ủy ban nhân dân tỉnh, thay ông Hoàng Ngọc Đường nghỉ hưu. Với 100% số phiếu, ông Lý Thái Hải đã trúng cử chức vụ Chủ tịch Ủy ban nhân dân tỉnh Bắc Kạn khóa VIII, nhiệm kỳ 2011 - 2016.
Ngày 17/10/2015, Đại hội đại biểu Đảng bộ tỉnh Bắc Kạn khóa XI, nhiệm kỳ 2015 - 2020 đã bầu Lý Thái Hải tái đắc cử chức vụ Phó Bí thư Tỉnh ủy.
Ngày 24/6/2016, Hội đồng nhân dân (HĐND) tỉnh Bắc Kạn đã họp kỳ thứ nhất, bầu Lý Thái Hải, Phó Bí thư Tỉnh ủy, Chủ tịch Ủy ban nhân dân tỉnh Bắc Kạn khóa VIII, nhiệm kỳ 2011-2016 tái đắc cử Chủ tịch Ủy ban nhân dân tỉnh Bắc Kạn khóa IX, nhiệm kỳ 2016-2021 với 100% số phiếu tán thành.